# Noam Dar
Noam Dar (né le 28 juillet 1993 à Tel Aviv en Israël) est un catcheur (lutteur professionnel) écossais d'origine israélienne. Il travaille actuellement à la World Wrestling Entertainment, dans la division NXT.
Il a d'abord participé pour la WWE en 2016 pour le Cruiserweight Classic. Il a également travailler pour la Total Nonstop Action Wrestling (TNA), Preston City Wrestling (PCW), Championnat Insane Wrestling (ICW), Dragon Gate UK (DGUK), Révolution Pro Wrestling (RPW), Westside Xtreme Wrestling (wXw), Global Force Wrestling (GFW) et Ring of Honor (ROH). Dar est un ancien double ICW Zero-G Champion et ancien Champion Cruiserweight PCW.

## Jeunesse
La famille de Dar quitte Israël pour l'Écosse alors qu'il a cinq ans,. Il commence à se passionner pour le catch après avoir vu un spectacle de catch où Drew Galloway affronte un professeur.

## Carrière

### Débuts en Grande-Bretagne (2008-?)
Dar effectue ses premiers combats de catch en 2008 alors qu'il a 15 ans.
Avec Liam Thomson ils remportent le championnat par équipe de la Premier British Wrestling (PBW) le 1er mai 2010.

### World Wrestling Entertainment (2016-...)

#### Cruiserweight Classic (2016)
Le 3 août 2016, il bat Gurv Sihra et se qualifie pour le second du tournoi. Le 17 août, il bat Ho Ho Lun se qualifie pour le troisième tour du tournoi. Le 7 septembre, il est éliminé du tournoi en perdant par soumission contre Zack Sabre, Jr.

#### Raw, diverses rivalités et blessure (2016-2018)
Lors de RAW du 22 août, Dar est annoncé pour faire partie de la division des poids mi-lourds à Raw qui va se créer le 19 septembre.
Le 30 octobre lors de Hell in a Cell, Dar, Tony Nese et Drew Gulak perdent contre Sin Cara, Lince Dorado et Cedric Alexander.
En décembre 2017, il est annoncé que Dar est blessé et qu'il a besoin de chirurgie et sera donc écarté des rings plusieurs mois.

#### Retour à205 LiveetNXT UK(2018-2021)
Le 26 juin 2018, il effectue son retour à l'occasion du UK Tournament en battant Flash Morgan-Webster, Travis Banks et Mark Andrews, devenant également challenger au titre du Royaume-Uni de Pete Dunne. 
Le 3 juillet, il effectue son retour à 205 Live, en battant rapidement TJP.
Le 17 octobre lors du premier épisode de NXT UK, il perd contre Pete Dunne et ne remporte pas le championnat du Royaume-Uni de la WWE.
Mi-février 2019, il entre en rivalité avec Mark Andrews et effectue un Heel turn. Le 27 mars à NXT UK, il affronte Andrews mais le match se termine en no-contest après que Dar et Andrews se sont tous deux blessés à une jambe.

#### Triple NXT Heritage Cup (2021-...)
Le 28 octobre 2021, il remporte le NXT Heritage Cup pour la première fois de sa carrière en battant Tyler Bate.
Le 14 juillet 2022, il perd contre Mark Coffey, ne conservant pas son trophée.
Le 25 août, il récupère le trophée en battant le même adversaire.
Le 13 juin 2023, il perd le trophée face à Nathan Frazer.
Le 22 août, il remporte le NXT Heritage Cup en battant le même adversaire.

## Palmarès
- British Championship Wrestling
  - 1 fois champion toutes catégories de la BCW (actuel)[19]
- Insane Championship Wrestling
  - 2 fois  champion Zero-G de l'ICW (actuel)[20]
  - ICW Zero-G Title Tournament (2010)
- One Pro Wrestling
  - 1 fois champion toutes catégories de la 1PW (actuel)[21]
- Preston City Wrestling
  - 1 fois champion de la PCW (actuels)[22]
  - 1 fois champion des poids mi-lourds de la PCW (actuel)[23]
  - Road to Glory Tournament (2013)
- Premier British Wrestling
  - 1 fois champion par équipe de la PBW avec Liam Thomson (actuels)[24]
  - Tournoi King of Cruisers (2012)
- PROGRESS Wrestling
  - PROGRESS World Cup (2014)
- Pro Wrestling Elite
  - 1 fois PWE World Heavyweight Champion
  - Elite Rumble (2015, 2016)
- World Wrestling Entertainment
  - 4 fois NXT UK Heritage Cup (actuel)
  - NXT UK Heritage Cup #1 Contender Tournament (2021)
- Wrestlers Reunion Scotland
  - The George Kidd Scottish Wrestling Hall of Fame (2021)

## Récompenses des magazines
- Pro Wrestling Illustrated

| Année | 2016 | 2017 | 2018 | 2019 | 2020 | 2021       | 2022 | 2023       | 2024 |
| ----- | ---- | ---- | ---- | ---- | ---- | ---------- | ---- | ---------- | ---- |
| Rang  | 106  | 108  | 262  | 198  | 400  | Non classé | 175  | Non classé | 134  |